# Eerste Slag om Grozny

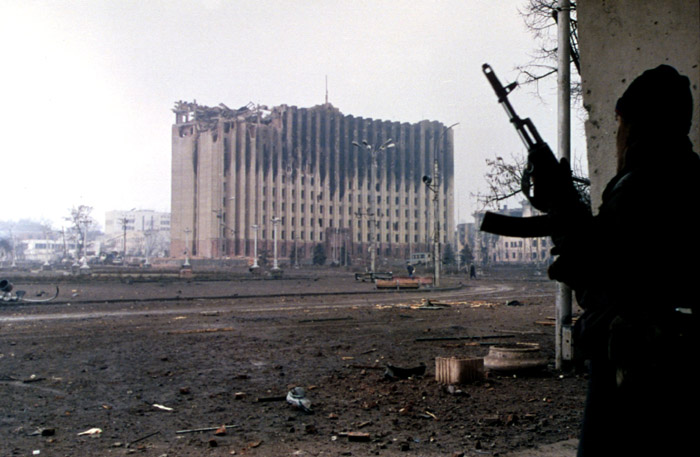
Tsjetsjeense strijder in de buurt van het presidentiële paleis in Grozny (januari 1995)

De Eerste Slag om Grozny (Russisch: Штурм Грозного, Stoerm Grosnogo) duurde van december 1994 tot februari 1995 en was een actie van het Russische Leger om de stad Grozny te heroveren op de troepen van de Tsjetsjeense republiek Itsjkerië tijdens de Eerste Tsjetsjeense Oorlog. Het resultaat was de overwinning van de Tsjetsjenen. De strijd kostte veel mensenlevens aan beide zijden.
De eerste aanval zorgde voor een hoog slachtofferaantal bij het Russisch Leger en bracht het moraal van de Russen een sterke slag toe. Het duurde nog twee maanden van harde gevechten en een verandering in tactiek vooraleer Rusland de stad kon veroveren. De gevechten brachten een enorme verwoesting aan, zorgden voor vele burgerslachtoffers en worden beschouwd als de meest hevige bombardementencampagne in Europa sinds de Tweede Wereldoorlog. Tsjetsjeense separatisten slaagden erin de stad te heroveren in augustus 1996, waarmee ook de Eerste Oorlog eindigde.